# Under the Radar Over the Top
Az Under the Radar Over the Top a Scooter tizennegyedik stúdiólemeze, mely 2009. október 2-án jelent meg. Az első kislemez az albumról a J’adore Hardcore volt, mely már augusztus 14-én megjelent. A lemezt népszerűsítő turnésorozat 2010 márciusában indult. Az album címét a Guardian című lapban megjelent újságcikk szolgáltatta, amely a Scooter váratlan angliai sikere előtt tisztelgett. Az album limitált változatában megtalálható 2-es CD a The Dark Side of Scooter névre hallgat, inverz színű borítóval, és a Scooter sötétebb hangvételű dalait tartalmazza. Készült továbbá egy VIP Fan-Box névre hallgató kiadvány is, mely egy DVD-t is tartalmaz (Caught By The Radar, rajta egy ritkaság-videófelvételekkel teli videonaplóval és néhány exkluzív kommentárral), egy SCOOTER-feliratú dögcédulát, valamint egy zászlót. A 2010-es jégkorong-világbajnokság tiszteletére "WM-Package" néven egy szigorúan limitált kiadást is kiadtak, melyet egybecsomagoltak a "Stuck On Replay" kislemezzel.
Az album az Európai Unió listáján aranylemez státuszt ért el, 2021-ben pedig ezüstlemez lett az Egyesült Királyságban.

## Áttekintés
A Scooter 2008-ban nem jelentkezett vadonatúj kiadvánnyal, mindössze a Jumping All Over The World című nagylemezükkel turnéztak, valamint annak speciális, "Whatever You Want"-változatát adták csak ki októberben. A hó végén aztán H.P. Baxxter egy interjúban elmondta, hogy új számokon kezdtek el dolgozni, és a lemez várhatóan 2009-ben meg is jelenik. Legközelebb februárban jelent meg egy nyilatkozat: a Kontor TV reklámja alapján a lemez 2009 szeptemberére várható. Még ugyanebben a hónapban jekatyerinburgi fellépésük során H.P. azt nyilatkozta, hogy körülbelül 2 hete kezdődtek az érdemi munkák a lemezen, a stílus nem jumpstyle lesz, és "több erő" lesz benne, mint az előzőben. Májusban Michael Simon a MySpace-oldalán azt mondta, hogy minden idejüket a lemez készítésének szentelik, akár júniusra vagy júliusra kész is lehet. Július 14-én került sor a bejelentésre, miszerint az új lemez címe "Under The Radar Over The Top" lesz, melyet október 2-án fognak kiadni. Emellett beharangozták a 2010-es turnét is, német helyszínekkel. Az első kislemez, a J’adore Hardcore már augusztus 14-én megjelent. Ennek hatására (tudniillik könnyedén felismerhető feldolgozás volt, és voltak benne elemek nemrég megjelent dalokból is) egyes rajongók komoly elégedetlenségüknek adtak hangot, a YouTube-os videók kommentjei között pedig megjelentek a Scootert tolvajnak, másoló bandának megbélyegző hozzászólások is. Michael Simon augusztusban saját MySpace-oldalán közzétett egy kitalált számlistát, melyen csupa átverés szerepelt válaszul, olyan "számokkal", mint Eye Of The Tiger, Mary Poppins, Just Can't Get Enough Money, vagy Billie HP. A valódi számlista szeptemberben jelent meg, nagyjából ezzel egy időben fel is kerültek az internetes webáruházakba a dalokból kivágott részletek. A lemez kiadása előtt még egy videóklip, a Ti Sento is megjelent.

## A dalokról
A lemez felépítése alapvetően hasonló az előzőéhez, hiszen itt is egységes keretbe (hardstyle-hard techno) kívánták foglalni a számokat. A "Stealth" az albumcímhez igazodva a radarok világát próbálja megidézni. A "J’adore Hardcore", a beharangozó kislemez egy tisztán hardstyle szerzemény, mely egy korábbi számuk, a "The Shit That Killed Elvis" átirata – és szerepel benne egy francia rajongó, Maddy Julien hangja is. Ezt követi a "Ti Sento", mely kicsit trance-esebb, és gyorsabb is, mint általában véve a többi szám; ebben vendégszerepel a Matia Bazar énekesnője, Antonella Ruggiero is. A "State of Mind" hamisítatlan hardstyle-szerzemény, H.P.-szövegbetéttel és HPV-vel. A "Where The Beats" leginkább a "J’adore Hardcore"-ra emlékeztet, de van benne HPV (magasra torzított énekhang). Érdekesség, hogy a koncerteken új refrénnel (a U2) "Where The Streets Have No Name" című számának szövegével) játszották. A "Bit A Bad Boy" is hasonlít az előzőre, ám itt a középső részt egy lassú betét adja.
Ezután egy hosszú, ötperces szám következik, a "The Sound Above My Hair". Kiemelkedik a többi szerzemény közül, mert gyors, stílusa hard trance, és H.P. autotune által eltorzított hangon énekel benne. A "See Your Smile" a kilencvenes éveket idézi vissza Paul Elstak-feldolgozásával, a HPV-vel, és a kemény ütemekkel. A "Clic Clac" egy poénosabb szerzemény, a régi "Pinocchio" című szám átdolgozása. Az ezt követő "Second Skin" megint kilóg a sorból, hiszen egy lassú, house alapokra építő feldolgozásról van szó, melyet H.P. végigénekel. Majd ismét gyorsítás következik a "Stuck On Replay"-jel, mely azonban az album legrövidebb száma. Lezárásképpen pedig a régi hagyományok visszahozatalának tekinthetjük a "Metropolis"-t, mely egy hosszú trance-szám, kiegészítve Nikk énekbetétjével.

## Számok listája

### CD 1
| #  | Cím                                 | Szerző | Hossz |
| -- | ----------------------------------- | --- | ----- |
| 1  | Stealth                             | H.P. Baxxter, Rick J. Jordan, Michael Simon, Jens Thele                                                                                         | 1:14  |
| 2  | J’adore Hardcore                    | H.P. Baxxter, Rick J. Jordan, Michael Simon, Jens Thele, Alessandro Neri, Marco Baroni, Domenico Canu, Sergio Della Monica, Simon Anthony Duffy | 4:16  |
| 3  | Ti Sento (feat. Antonella Ruggiero) | Carlo Marrale, Sergio Cossu Carabetta, Salvatore Stelita                                                                                        | 3:56  |
| 4  | State of Mind                       | H.P. Baxxter, Rick J. Jordan, Michael Simon, Jens Thele, Sharon Del Adel, Robert Westernholt                                                    | 3:31  |
| 5  | Where The Beats...                  | H.P. Baxxter, Rick J. Jordan, Michael Simon, Jens Thele                                                                                         | 3:54  |
| 6  | Bit A Bad Boy                       | H.P. Baxxter, Rick J. Jordan, Michael Simon, Jens Thele, Jacqueline Govalert                                                                    | 3:46  |
| 7  | The Sound Above My Hair             | Colin Vearncombe | 4:38  |
| 8  | See Your Smile                      | Paul R. Elstak, Hans W. Mallon, H.P. Baxxter, Rick J. Jordan, Michael Simon, Jens Thele                                                         | 4:15  |
| 9  | Clic Clac                           | Fiorenzo Carpi de Resmini | 4:30  |
| 10 | Second Skin                         | Mark Burgess, John Lever, David Fielding, Reg Smithies                                                                                          | 5:55  |
| 11 | Stuck On Replay                     | Lionel B. Richie, H.P. Baxxter, Rick J. Jordan, Michael Simon, Jens Thele                                                                       | 3:12  |
| 12 | Metropolis                          | H.P. Baxxter, Rick J. Jordan, Michael Simon, Jens Thele                                                                                         | 5:38  |

### CD 2
| #  | Cím                                | Szerző                                                   | Hossz |
| -- | ---------------------------------- | -------------------------------------------------------- | ----- |
| 1  | She's The Sun                      | H.P. Baxxter, Rick J. Jordan, Axel Coon, Jens Thele      | 3:48  |
| 2  | Take Me Baby                       | Jimi Tenor                                               | 4:15  |
| 3  | Frequent Traveller                 | H.P. Baxxter, Rick J. Jordan, Axel Coon, Jens Thele      | 3:37  |
| 4  | Eyes Without A Face                | Billy Idol, Steve Stevens                                | 3:19  |
| 5  | Dancing In The Moonlight           | H.P. Baxxter, Rick J. Jordan, Ferris Bueller, Jens Thele | 4:33  |
| 6  | Lass Uns Tanzen (Censored Version) | H.P. Baxxter, Rick J. Jordan, Michael Simon, Jens Thele  | 3:43  |
| 7  | Stripped (Live)                    | Martin Gore                                              | 4:23  |
| 8  | Sex Dwarf                          | D. Ball, M. Almond                                       | 4:20  |
| 9  | Am Fenster                         | H.P. Baxxter, Rick J. Jordan, Axel Coon, Jens Thele      | 5:52  |
| 10 | Marian (Version)                   | Andrew Eldritch, Wayne Hussey                            | 4:56  |

### 20 Years of Hardcore változat
1. J’adore Hardcore (The Melbourne Club Mix)
2. J’adore Hardcore (Megastylez Remix)
3. Dushbag
4. J’adore Hardcore (Eric Chase Remix)
5. Ti Sento (V.I.P. Room Club Mix)
6. Scarborough Reloaded
7. Ti Sento (Lissat & Voltaxx Remix)
8. The Sound Above My Hair (Radio Edit)
9. Lucullus
10. The Sound Above My Hair (Electro Mix)
11. Stuck On Replay (Club Mix)
12. P.U.C.K.

## Videóklipek
A lemezről négy videóklip jelent meg.
A "J’adore Hardcore" felvételeire Mallorcán került sor. Szerepel benne a közelről mutatott H.P., valamint az új táncosok, a Melbourne Shuffle szakértői, Pae és Sarah. De láthatjuk H.P.-t veterán autót is vezetni benne, a köztes részekben pedig az ottani fellépésük során rögzített koncertfelvételből láthatunk képsorokat.
A "Ti Sento" klipje történetre épül. H.P., Michael, és Rick öltönyös testőröket alakítanak, akiknek az a feladata, hogy megvédjék a múlt század harmincas éveiben a híres operaénekesnőt (akit Antonella Ruggiero játszik) egy bérgyilkosnőtől. A klip hamisítatlan kosztümös-nosztalgiás hangulatot sugároz magából, felvételeire pedig Berlinben került sor.
Ugyancsak Berlin mellett vették fel a "The Sound Above My Hair" klipjét, mely egy Depeche Mode-klip utáni tisztelgés. A Scooter tagjai egy platós teherautón hajtanak át a városon, s közben zenélnek. Zenéjükre egyre többen figyelnek fel, s a tömeg elkezdi követni az autót, akiket skótdudás lányok kísérnek. Végül elérnek egy kastélyhoz, amelynek udvarán fergeteges koncertet adnak.
A "Stuck On Replay" klipje kétféle változatban létezik. Eredetileg úgy tervezték, hogy ez lesz a harmadik kislemez, ezért a felvételek már hamarabb elkészültek (két hardstyle táncossal, Scooter-táncoslányokkal, és a zenekar tagjainak jeleneteivel). Ám a "The Sound Above My Hair" előbb jelent meg, ráadásul a 2010-es jégkorong-világbajnokság hivatalos dala is ez lett, ezért a dal és a klip is átdolgozásra szorult. A végső változatban a 2009-es hoki-VB-ről láthatunk bevágott jeleneteket, amelyeknek egy igen jelentős részében a magyar válogatott és magyar szurkolók is felbukkannak.

## Feldolgozások, sample-átvételek
- Stealth: Pradera – 10 Words
- J’adore Hardcore: Planet Funk – Chase The Sun, The Pitcher – I Just Can't Stop, Activator – Lullaby, Tat & Zat – Proud To Be Loud
- Ti Sento: Crypsis & Kold Konexion – Sonic Sabotage, Technoboy – Ti Sento, Matia Bazar – Ti Sento, Wildstylez – Muzic Or Noise
- State Of Mind: D-Block & S-te-Fan – War Coz I'm Hard, Within Temptation – Pale, Technoboy – Next Dimensional World (Qlimax 2008 Anthem)
- Where The Beats: Technoboy – Ti Sento, The Prophet – Cold Rocking
- Bit A Bad Boy: Krezip – I Would Stay
- The Sound Above My Hair: Black – Wonderful Life, Lord Of Dance (csak a kislemezváltozatban) Isaac, Technoboy & Tuneboy – Digital Nation (csak az albumváltozatban)
- See Your Smile: Paul Elstak – Rainbow In The Sky
- Clic Clac: Pinocchio – Klick Klack, DJ Phil Ty – A Kay A, Tuneboy – Regenerate It
- Second Skin: The Chameleons – Second Skin
- Stuck On Replay: Lionel Richie – Stuck On You, DJ Phil Ty – A Kay A, Elinor Wylie – Velvet Shoes (Club Mix)
- Metropolis: Randy Katana – In Silence

## Közreműködtek
- Antonella Ruggiero (Ti Sento)
- Helga Pappert-Behrend (State Of Mind vokál)
- Charlene (Bit A Bad Boy vokál)
- Maddy Julien, Nicole Wendt, Linda Weber, Robert Larsz, Jascha Achampong, Rieke Woker, Achim Janssen (J’adore Hardcore vokál)
- Nikk (Metropolis vokál)
- Samira Szago, Clemens Pfestorf, Philipp Schemmerling, Dennis Rose, Rieke Woker (Stuck On Replay vokál)
- Kamala (Where The Beats vokál)

## Videók
- J’adore Hardcore
- J’adore Hardcore (Extended)
- J’adore Hardcore (Making of)
- Ti Sento
- Ti Sento (Extended)
- Ti Sento (Making of)
- The Sound Above My Hair
- The Sound Above My Hair (Extended)
- The Sound Above My Hair (Making of)
- Stuck On Replay
- Stuck On Replay (Extended)